# Adolf-Hitler-Dank
Der Adolf-Hitler-Dank war eine im Jahr 1937 ins Leben gerufene parteieigene Stiftung der Nationalsozialistischen Deutschen Arbeiterpartei, die sich der Aufgabe widmete, Not leidende Träger des Goldenen Parteiabzeichens der NSDAP, des Blutordens der Partei oder sonstige „verdiente“ Parteimitglieder oder ihre Hinterbliebenen finanziell zu unterstützen, um so gesundheitliche oder wirtschaftliche Schäden, von denen diese betroffen waren zu beheben oder zu lindern. Außer der Trägerstiftung wurde auch der Hilfsfonds, aus dem die finanziellen Mittel, die den genannten Personengruppen zugutekamen, ausgeschüttet wurden, als Adolf-Hitler-Dank bezeichnet.
Die Gründung der Stiftung Adolf-Hitler-Dank wurde im April 1937 von Adolf Hitler selbst anlässlich seines 48. Geburtstags verfügt. Wahrscheinlich ging dieser Schritt auf einen Vorschlag des Gauleiters von München-Oberbayern, Adolf Wagner, zurück. 
Verwaltungstechnisch war die Stiftung (bzw. der Hilfsfonds) der Hilfskasse der NSDAP angegliedert, die ihrerseits dem Reichsschatzmeister der NSDAP, Franz Xaver Schwarz, unterstand, der seinen Sitz als eigene Hauptabteilung bei der Reichsleitung der NSDAP im Braunen Haus in München hatte. Die Stiftungsverwaltung bearbeitete einschlägige Anträge von in Frage kommenden Personen und zahlte diesen oder Dritten, in deren Interesse Anträge gestellt wurden, einmalige oder laufende Zuschüsse oder Darlehen. Diese waren unpfändbar und durften steuerlich nicht auf das Einkommen angerechnet werden. Das Stiftungsvermögen betrug 500.000 Reichsmark.